# Boru
Boru is een bestuurslaag in het regentschap Flores Timur van de provincie Oost-Nusa Tenggara, Indonesië. Boru telt 2856 inwoners (volkstelling 2010).